# Аушвиц III Моновиц
Концентрационный лагерь Моновиц (также известный как Моновиц-Буна, Буна и Аушвиц III, Освенцим III) — концентрационный и трудовой лагерь, управляемый нацистской Германией в оккупированной Польше с 1942 по 1945 годы, во время Второй мировой войны и Холокоста. На протяжении большей части своего существования Моновиц подчинялся концентрационному лагерю Освенцим; с ноября 1943 года он и другие нацистские подлагеря в этом районе были известны под общим названием «Освенцим III-подлагерь» (нем. KL Auschwitz III-Aussenlager). В ноябре 1944 года немцы переименовали его в концентрационный лагерь Моновиц, по названию одноимённой деревни, где он был построен. Гауптштурмфюрер СС Генрих Шварц был комендантом с ноября 1943 года по январь 1945 года.
Аушвиц 3 являлся группой из приблизительно 40 небольших лагерей, созданных при фабриках и шахтах вокруг общего комплекса. Крупнейшим из таких лагерей был Мановиц, берущий название от польской деревни, располагавшейся на его территории (ныне деревня Моновице является частью города Освенцим). Он начал функционировать в мае 1942 года и был приписан к компании IG Farben. Такие лагеря регулярно посещали доктора и отбирали слабых и больных для газовых камер Биркенау.
СС организовали лагерь в октябре 1942 года по поручению руководителей компании IG Farben (объединение шести крупнейших химических корпораций Германии — BASF, Bayer, Agfa, Hoechst, Weiler-ter-Meer и Griesheim-Elektron). Лагерь IG Farben возвели чтобы обеспечить рабским трудом свой промышленный комплекс под названием Буна Верке (нем. Buna Werke). Название Буна произошло от синтетического каучука на основе бутадиена и химического символа натрия (Na), процесса производства синтетического каучука, разработанного в Германии. А Верке — завод. Другие немецкие промышленные предприятия строили фабрики со своими собственными концентрационными подлагерями, такими как подлагерь Бобрека под названием Siemens-Schuckertwerke, недалеко от Моновица, чтобы получать прибыль с рабского труда. Немецкий производитель вооружений Krupp, возглавляемый членом СС Альфридом Круппом, также построил свои собственные производственные мощности недалеко от Моновица.
В концлагере Моновиц содержались около 12 000 заключенных, подавляющее большинство которых были евреями, в дополнение к немногим нееврейским преступникам и политическим заключенным. СС взимал с IG Farben три рейхсмарки (RM) в день за использование неквалифицированных рабочих, четыре рейхсмарки в час за квалифицированных работников и полторы рейхсмарки за детей. В лагере был «Arbeitsausbildungslager» (лагерь трудового образования) для заключенных-неевреев, которые считались не соответствующими немецким стандартам работы. Продолжительность жизни еврейских рабочих в Буна Верке составляла всего три-четыре месяца, а для тех, кто работает в отдаленных шахтах, только месяц. Те заключенные, кто считался непригодным для работы, были отравлены газом в Освенциме II-Биркенау
Леви Примо, автор книги «Если это человек» (1947), пережил концлагерь Моновиц, а также и Эли Визель, автор (получившей Пулитцеровскую премию) книги «Ночь» (1960), который был несовершеннолетним заключенным вместе со своим отцом.

## История
Создание лагеря было результатом инициативы немецкой химической компании IG Farben по строительству третьего по величине завода по производству синтетического каучука и жидкого топлива. Предполагалось, что лагерь будет расположен в Силезии, вне досягаемости бомбардировщиков союзников. Среди участков, предложенных в период с декабря 1940 года по январь 1942 года, выбранное место было равниной между восточной частью Освенцима и деревнями Двори и Моновице, что оправдано хорошими геологическими условиями, доступом к транспортным маршрутам, водоснабжением и наличием таких сырьевых материалов, как: уголь из шахт в Ливии, Явишовице и Явожно, известняк из Кшешовице и соль из Велички. Однако основной причиной строительства промышленного комплекса в этом месте был немедленный доступ к рабской рабочей силе из близлежащих лагерей Освенцима.
IG Farben достиг соглашения с нацистами в период с февраля по апрель 1941 года. Компания выкупила землю у казны по низкой цене, после того как она была отобрана у польских владельцев без компенсации, а их дома были освобождены и снесены. Тем временем немецкие власти вывезли евреев из их домов в Освенциме, поместили их в Сосновец или Хшанув и продали их дома IG Farben в качестве жилья для сотрудников компании, привезенных из Германии. Это также случилось с некоторыми местными польскими жителями. Чиновники IG Farben пришли к соглашению с комендантом концлагеря нанимать заключенных по ставке от 3 до 4 марок в день для работы вспомогательных и квалифицированных рабочих.
С середины апреля 1941 года грузовики начали привозить первых заключенных концлагеря для работы на строительной площадке завода. Начиная с мая, рабочие должны были пройти 6-7 км от лагеря до завода. В конце июля, когда число рабочих превысило тысячу, они начали садиться на поезд до станции Двори. Их работа включала в себя выравнивание земли, рытье дренажных канав, прокладку кабелей и строительство дорог.
Заключенные вернулись на стройку в мае 1942 года и проработали там до 21 июля, когда вспышка тифа в основном лагере и Биркенау прекратила их поездки на работу. Обеспокоенные потерей бесплатной рабской силы, руководство фабрики решило превратить строящийся для гражданских лиц лагерь казарм в Моновицах для размещения заключенных. Из-за задержек с поставками колючей проволоки было несколько задержек при открытии лагеря. Первые заключенные прибыли 26 октября, и к началу ноября там было около двух тысяч заключенных.

## Администрация и название
На протяжении большей части своего существования Моновиц был подлагерем концентрационного лагеря Освенцим. После административной перестройки СС в ноябре 1943 года он стал третьим среди трех основных лагерей в комплексе Освенцим: концлагерь Освенцим I-Штаммлагер (основной лагерь Освенцима I); Освенцим II-Биркенау; и концлагерь Освенцим III-Aussenlager (Освенцим III-подлагерь). В ноябре 1944 года произошла ещё одна реорганизация: Освенцим II стал частью основного лагеря, а Освенцим III был переименован в концентрационный лагерь Моновиц.

## Буна Верке

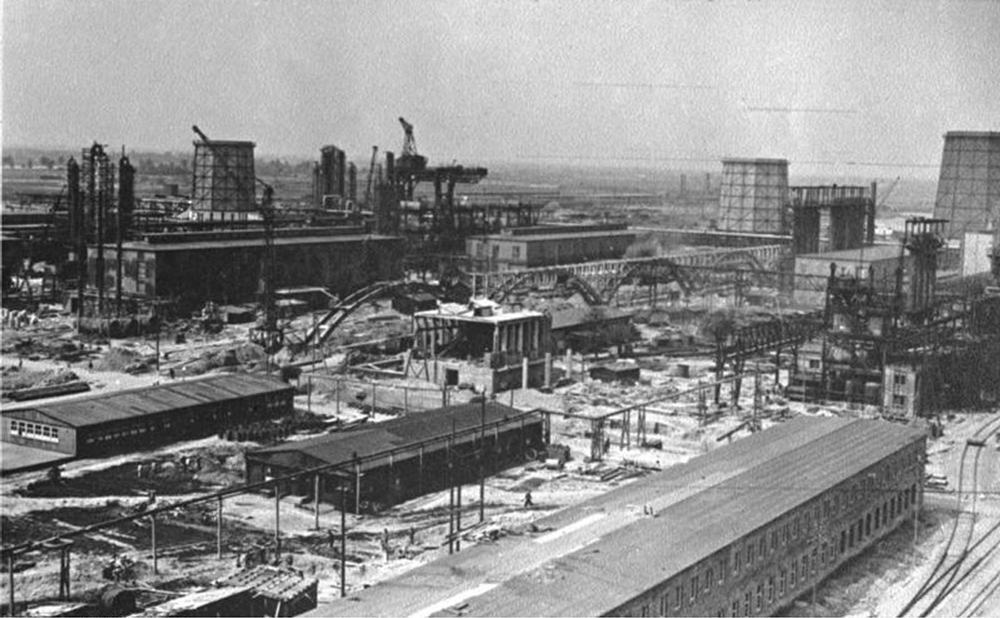
Строящийся завод IG Farben, расположенный примерно в 10 км от Освенцима, 1942

Новый завод Буна Верке (Monowitz Buna-Werke) находился на окраине Освенцима. Строительство завода было поручено итальянскому государству, заинтересованному в импорте нитрильного каучука (Buna-N) из IG Farben после падения собственного производства синтетического масла. Контракт в 29 страниц, подписанный Confederazione Fascista degli Industriali и напечатанный 2 марта 1942 года, обеспечил прибытие 8636 рабочих из Италии, которым было поручено возвести установки с инвестициями в 700 миллионов рейхсмарок (что эквивалентно 2 миллиардам евро по ценам 2009 года) для IG Farben. На то время Farben был производителем почти всех взрывчатых веществ для немецкой армии, а его дочерняя компания также производила Zyklon-B, используемый для убийства заключенных. Синтетический каучук должен был производиться практически бесплатно в оккупированной Польше с использованием рабского труда из числа заключенных Освенцима и сырья с бывших польских угольных месторождений. К 1944 году на фабрике в Буне работало около 80 000 рабов.
Согласно Джозефу Боркину в его книге под названием «Преступления и наказания IG Farben», фирма IG Farben была наибольшим финансистом концлагеря Освенцим III, в котором находилась производственная площадка для каучуковой древесины. Боркин ошибочно написал, что итальянский еврейский химик Примо Леви был одним из специалистов высшего звена на заводе Buna и смог поддержать некоторых заключенных с помощью своих коллег, предположительно не производящих каучук Buna с нужной скоростью. На самом деле Леви был там только заключенным, которого в последние два месяца своего плена отправили в химическую лабораторию благодаря его былым исследованиям в качестве химика. Компания Buna Rubber впоследствии была названа BASF A.G., и до 1988 года Buna оставалась торговой маркой нитрильного каучука, принадлежавшей BASF.

## Концлагерь Освенцим III

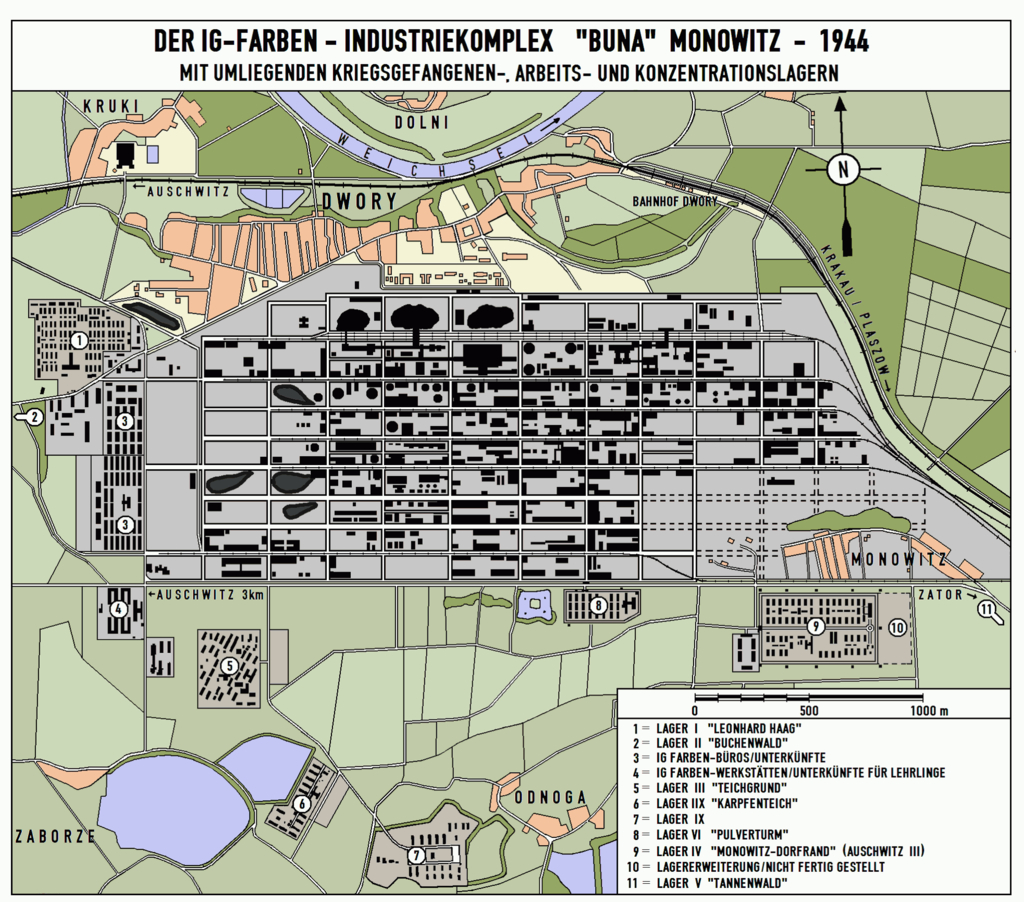
Буна-Верке между городами Двори и Моновиц и трудовыми лагерями. Главный трудовой лагерь «Освенцим III» справа внизу)

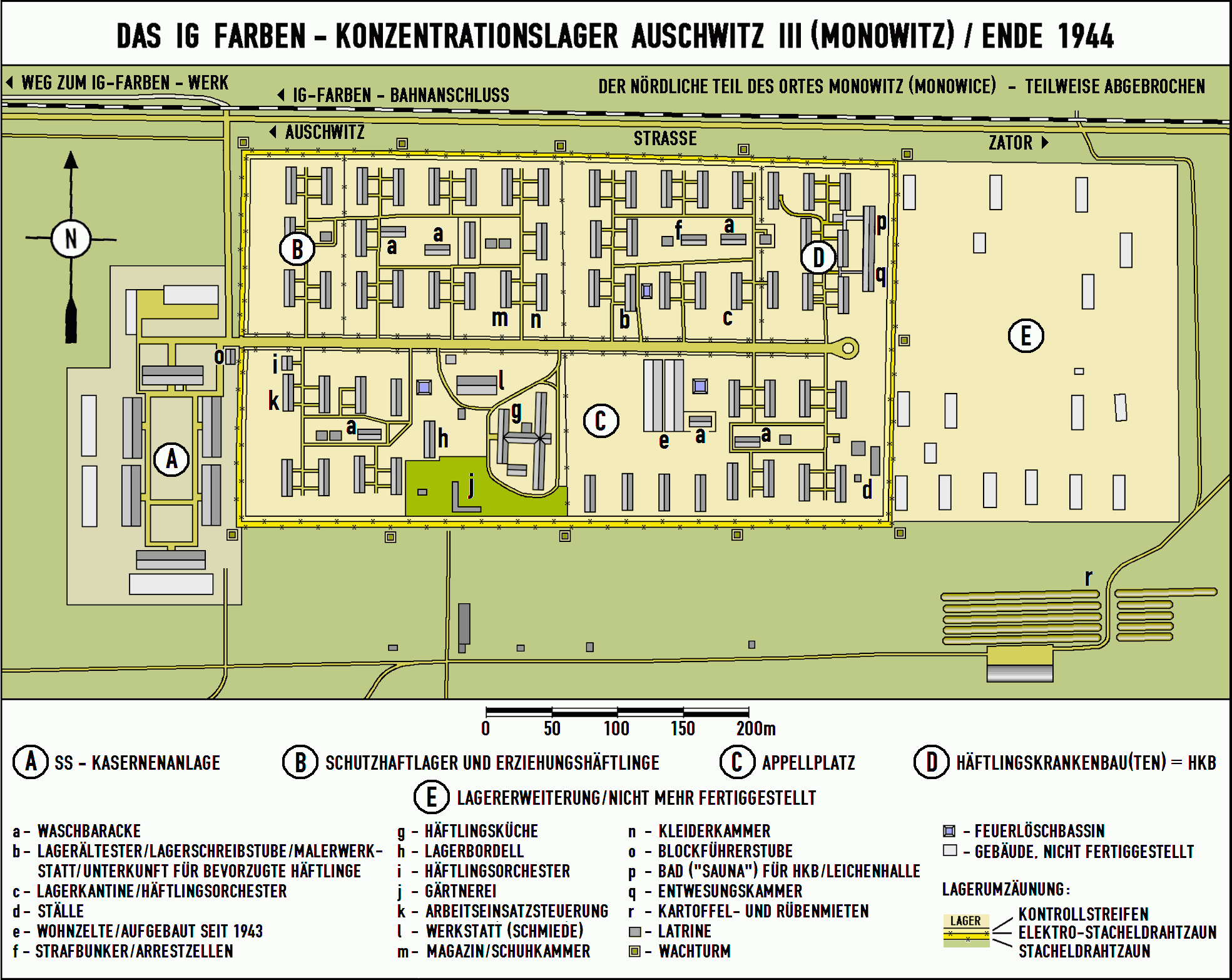
Трудовой лагерь Моновиц «Освенцим III»

К 1942 году новый комплекс трудовых лагерей занял около половины проектируемой площади, расширение было в основном закончено летом 1943 года. Последние четыре казармы были построены спустя еще год. Население трудового лагеря выросло с 3500 в декабре 1942 года до более чем 6000 к первой половине 1943 года. К июлю 1944 года число заключенных составляло более 11 000 человек, абсолютное большинство из которых были евреями. Несмотря на растущий уровень смертности от рабского труда, голода, казней и других форм убийств, спрос на рабочую силу рос, и вводилось все больше заключенных. Поскольку руководство фабрики настаивало на том, чтобы вывезти больных и истощенных заключенных из Моновице, люди, неспособные продолжать свою работу, были умерщвлены. Компания утверждала, что не тратила большие суммы денег на строительство казарм для неработающих заключенных.